# Alloteropsis semialata
Alloteropsis semialata là một loài thực vật có hoa trong họ Hòa thảo. Loài này được (R.Br.) Hitchc. mô tả khoa học đầu tiên năm 1909.